# Černé jezero
Černé jezero (německy Schwarzer See) je největší ledovcové jezero na Šumavě a zároveň i největší jezero v České republice, pokud nepočítáme vodní plochy vzniklé s přispěním člověka. Má rozlohu 18,47 hektaru. Leží v nadmořské výšce 1008 metrů a jeho maximální hloubka dosahuje 39,8 metru. Vzniklo v poslední době ledové. Nachází se šest kilometrů severozápadně od Železné Rudy, méně než jeden kilometr od česko-německé státní hranice.

## Charakteristika

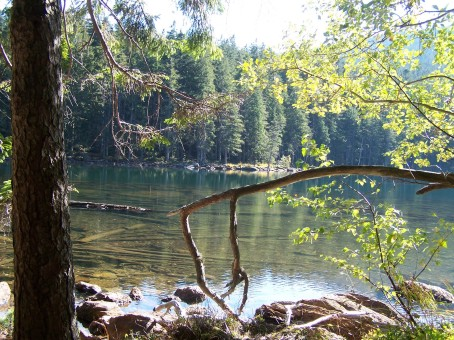
Černé jezero – východní břeh

Jezero leží pod severním svahem Jezerní hory, která se nad ním zvedá 320 metrů vysokou Jezerní stěnou. Patří mezi karová jezera vyhloubená ledovcem v období würmského zalednění. Černá barva jezera je způsobena odrazem tmavých lesů, které ho obklopují. Dno jezera tvoří skála, na níž je v současné době asi devět metrů tlustá vrstva kalu, který tvoří pyl z okolních stromů, ukládající se zde po tisíce let.[zdroj⁠?!]
Z jihu se do jezera vlévají dva přítoky. Voda z jezera odtéká Černým potokem do řeky Úhlavy. Průhlednost vody dosahuje hloubky 4–5 metrů. Hladina obvykle zamrzá v období od prosince do dubna až května a síla ledu bývá až 75 centimetrů.

## Ochrana přírody
Chránit území Černého i nedalekého Čertova jezera se rozhodl roku 1911 tehdejší majitel pozemků Vilém Hohenzollernský na podnět německého botanika Dr. Hugo Konwentze. V roce 1933 se jezera staly součástí národní přírodní rezervace Černé a Čertovo jezero o rozloze 208,46 hektarů. V jezeře roste šídlatka jezerní a rašeliník. Ve fytoplanktonu jsou zastoupeny obrněnky Peridinium umbonatum a Gymnodinium uberrimum a zlativka Dinobryon pediforme. Ze zooplanktonu pak perloočka Ceriodaphnia quadrangula a larvy chrostíka Molanna nigra.

## Historie
Tajemné místo inspirovalo české umělce (Jan Neruda – Romance o Černém jezeře, Adolf Heyduk – U horského jezera, Jaroslav Vrchlický – Černé jezero, Antonín Dvořák – cyklus Ze Šumavy). Jezero je také opředeno mnoha pověstmi.
Státní bezpečnost tady roku 1964 zinscenovala aféru s nálezem tajných dokumentů z druhé světové války s krycím jménem Neptun.

## Vodní elektrárna

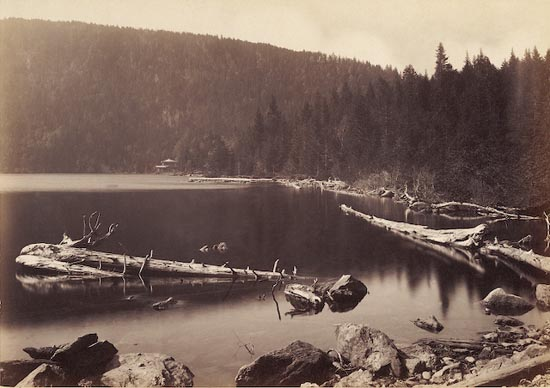
Černé jezero v osmdesátých letech devatenáctého století

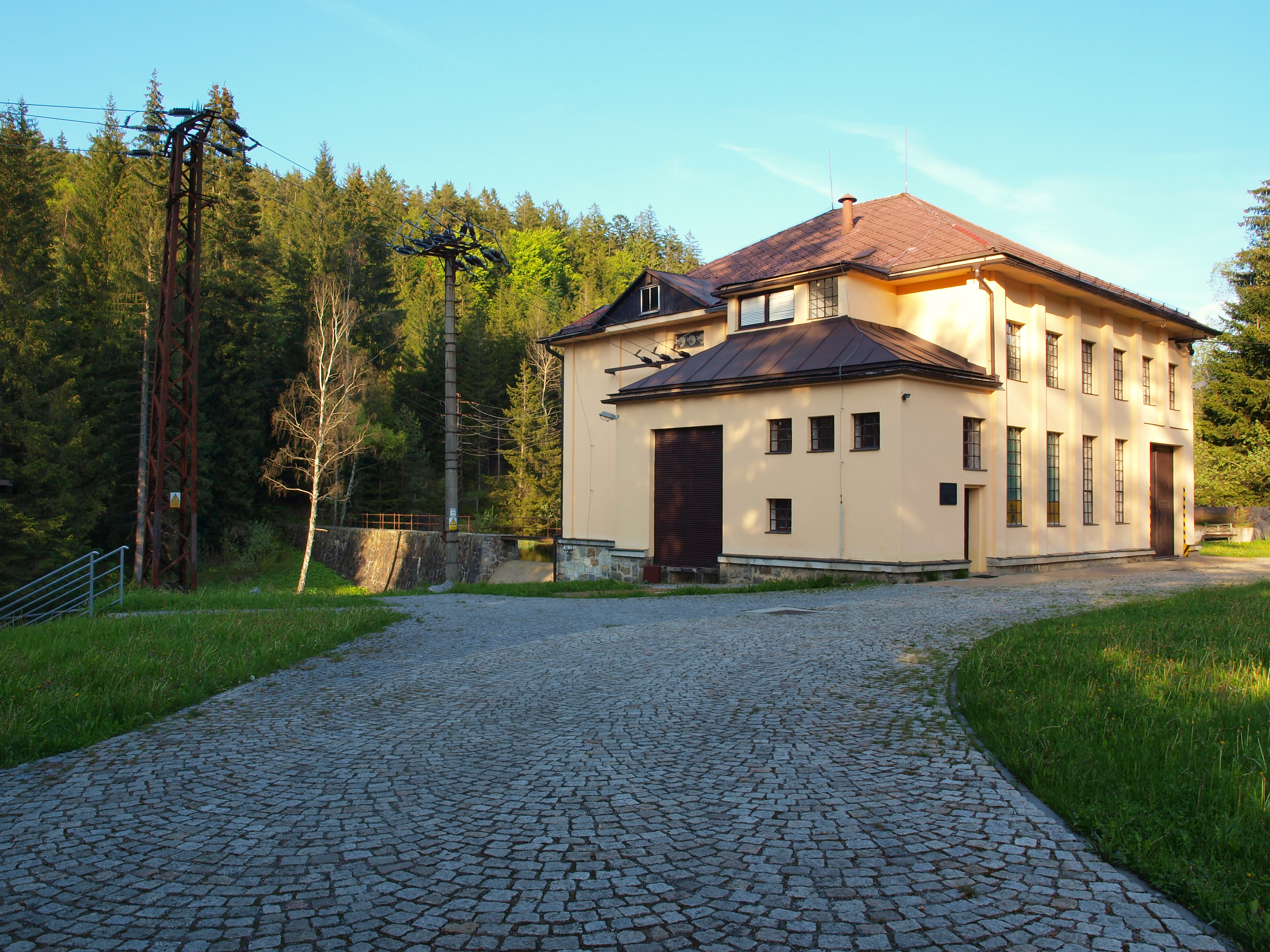
Vodní elektrárna Černé jezero v Údolí Úhlavy

V údolí Úhlavy pak byla v letech 1929 až 1930 postavena naše první přečerpávací vodní elektrárna. Její součástí jsou dvě Peltonovy turbíny (1500 kW a 370 kW) a horizontální průtočná Kaplanova turbína (40 kW).

## Doprava a turistika
Po roce 1950 bylo jezero zahrnuto do pohraničního pásma a veřejnosti nepřístupné. V šedesátých letech bylo pod dozorem pohraniční stráže opět zpřístupněno. Sezónně zde začala být na počátku sedmdesátých let dvacátého století zajišťována i autobusová doprava ČSAD. K ní byl o víkendech využíván například autobus z městské hromadné dopravy v Klatovech, později autobus Škoda 706 RTO městského úřadu v Železné Rudě. Provozování linky bylo ukončeno kolem roku 1989 v souvislosti se zvýšením režimu ochrany zdejší přírody.
Od 7. do 28. srpna 2010 zvláštní autobusovou linku pod číslem 439040 od parkoviště ve Špičáckém sedle se čtyřmi páry spojů denně prováděnými plynovým autobusem SOR CN 12 EKOBUS obnovila ČSAD autobusy Plzeň na objednávku města Železná Ruda, platí na ní tarif a přepravní podmínky vyhlášené městem Železná Ruda. Provoz linky umožnila výjimka a podmínky stanovené Správou CHKO Šumava, platná po čtyři roky na období od června do září. Město jednalo s CHKO o zavedení dopravy již od roku 2008.
Od roku 2018 provozuje město Železná Ruda turistický vláček, který několikrát denně vozí až 60 osob přímo k jezeru. Vyjíždí ráno z centra Železné Rudy, dále se točí Černé jezero – Špičácké sedlo a odpoledne se vrací do Železné Rudy. Vláček je uzpůsoben pro převoz invalidních vozíků a je prioritně určen pro ZTP/TP.
Kolem jezera vede pěší červeně značená trasa Klubu českých turistů od Malého Špičáku pokračující dále na severozápad. Začíná zde žlutě značená pěší trasa vedoucí spolu s naučnou trasou NS Špičák – Černé jezero a cyklistickou hřebenovou trasou 2055 na Špičácké sedlo Cyklistická trasa od Černého jezera pokračuje spolu s červenou trasou na severozápad.